# Maurice Roëves
Maurice Roëves est un acteur britannique né le 19 mars 1937 à Sunderland (Royaume-Uni) et mort le 15 juillet 2020.

## Biographie

### Mort
Maurice Roëves meurt le 15 juillet 2020 à 83 ans.

## Filmographie

### Au cinéma
- 1966 : Le Prince Donegal (The Fighting Prince of Donegal) : Martin
- 1967 : Ulysses : Stephen Dedalus
- 1969 : Ah Dieu ! que la guerre est jolie (Oh! What a Lovely War) : George Smith
- 1971 : Commando pour un homme seul (When Eight Bells Toll) : pilote hélicoptère
- 1972 : Les Griffes du lion (Young Winston) : sergent-major Brockie
- 1976 : L'aigle s'est envolé (The Eagle Has Landed) : major Corcoran
- 1981 : À nous la victoire (Victory) : The English - Pyrie
- 1982 : Commando (Who Dares Wins) : major Steele
- 1990 : The Big Man : Cam Colvin
- 1990 : Secret défense (Hidden Agenda) : Harris
- 1992 : Le Dernier des Mohicans (The Last of the Mohicans) : colonel Edmund Munro
- 1995 : Juge Dredd (Judge Dredd) : Warden Miller
- 1998 : Acid House (The Acid House) : God (The Granton Star Case) / Drunk (A Soft Touch) / Priest (The Acid House)
- 2000 : Crimes maquillés (Beautiful Creatures) : Ronnie McMinn
- 2003 : Solid Air : Robert Houston
- 2005 : The Dark : Dafydd
- 2008 : My Name Is Hallam Foe (Hallam Foe ou Mister Foe pour le nom américain) : Raymond
- 2009 : The Damned United : Jimmy Gordon

### À la télévision
- 1968 : The Gambler (feuilleton) : Alexi
- 1969 : Scobie in September : Scobie
- 1970 : A Family at War (série) : sergent Hazard
- 1971 : Taste of Evil : Stephen Chambers
- 1972 : The Shadow of the Tower (feuilleton) : Humphrey Stafford
- 1972 : The Scobie Man : Scobie
- 1973 : Scotch on the Rocks (série) : Brodie
- 1973 : Marked Personal (série) : Peter Barker
- 1975 : Regan
- 1977 : Enemy of the People : Carmichael
- 1979 : S.O.S. Titanic : Leading Fireman Frederick Barrett
- 1980 : Twelfth Night : Antonio
- 1981 : The Nightmare Man : inspecteur Inskip
- 1982 : Inside the Third Reich : Rudolf Hess
- 1983 : Heather Ann
- 1984 : Doctor Who (série) « The Caves of Androzani » : Stotz
- 1985 : EastEnders (série) : Geoff Tyler (2003)
- 1986 : Nord et Sud 2 (feuilleton) : Shain
- 1965 : Des jours et des vies ("Days of Our Lives") (série) : Dave Halpern (1986)
- 1987 : Bookie
- 1987 : Tutti frutti (série) : Vincent Diver
- 1991 : Spender (série) : Mal Balmer
- 1994 : The Negotiator : Eddie Gemonill
- 1995 : 919 Fifth Avenue
- 1996 : Moïse (Moses) : Zerack
- 1996 : Hillsborough : Chief Supt. David Duckinfield
- 1997 : David : Joab
- 1998 : Grafters (feuilleton) : Lennie
- 1998 : Vanity Fair (feuilleton) : capitaine MacMurdo
- 2000 : Forgive and Forget : Michael O'Neil
- 2000 : Reach for the Moon (feuilleton) : George Bartolotta
- 2000 : Vision parallèle (The Sight) : Det. Pryce's boss